# 東吳國際超級馬拉松
東吳國際超級馬拉松（Soochow University International Ultra Marathon）是台灣最早出現的超級馬拉松比賽，由東吳大學主辦，固定於台北市士林區的東吳大學田徑場進行，賽會總召為東吳大學資訊管理學系教師郭豐州，於1999年首度辦理。

## 各年紀要

### 1999年
1999年11月中華民國路跑協會在慶豐集團贊助下，距921地震後二個月在台灣第一次舉辦24小時賽，大會邀請女子世界紀錄保持者俄羅斯籍的Irina Reutovich 來華參賽，紐西蘭華裔胡穎兒( Wynnie Cosgrove )在比賽中創下紐西蘭100英哩紀錄(15小時66分43秒)。比賽最後一小時林義傑追上胡穎兒，兩人攜手前進的照片成為翌日報紙頭版新聞。林義傑創下第一個台灣男子馬拉松24小時紀錄220公里。女參賽者江宜雯創下第一個台灣女子馬拉松紀錄138公里。適逢東吳大學建校百周年紀念，賽會執行人郭豐州以此活動為母校創校百年慶生，並將比賽過程拍攝成為東吳大學100週年校慶紀錄片。校長劉源俊帶領師生以接力方式跑完24小時為東吳建校100週年慶生。

### 2001年
今年於3月份舉辦，報名24小時賽的選手計有24位。比賽當天氣溫下降至12度並有間歇性小雨。日本選手關家良一以246公里奪魁，陳俊彥以223公里得到第二名，他打破了林義傑保持的全國紀錄220公里，第三名是原本最被看好的日本選手沖山健司。女子組只有一人參賽，德國選手貝克豪司(Helga Backhaus)。 沖山健司在13小時突然身體不適，注射點滴後，雖然仍繼續參賽，以步行的方式堅持完成24小時。香港城市大學教授譚彼得(Peter Tanner)賽前就吃壞肚子，比賽的24小時中拉肚子14次，但仍堅持完成賽事。

### 2002年
今年同時舉辦了「第一屆亞洲盃超級馬拉松24小時超級錦標賽」，有日本、韓國、香港、印度和台灣等亞洲五國參加。大會特別邀請男子世界紀錄保持者(303公里)希臘籍的亞尼斯柯羅絲(Yiannis Kouros) 來台參賽。

### 2003年
今年計有七國33位選手報名參賽，今年的賽事五題為「女性參與」，大會邀請到女子世界紀錄保持人，也是地球上唯一一天能跑250公里的匈牙利女將博潔思(Edit Bérces)，和亞洲女子紀錄保持人沖山裕子(Hiroko Okiyama)參賽。

### 2004年
今年共有八個國家二十九位選手報名24小時賽。比賽當日雖然間歇性的下著雨造成場地潮濕，但參賽選手屢創佳績：日本選手大瀧雅芝先生(Masayuki Otaki) 以271.75公里創新亞洲男子紀錄(原266.275公里)，日本選手能渡貴美枝女士(Kimie Funada-Noto)創下新亞洲女子紀錄226.99公里(原220.797公里)，台灣選手張美蓮女士創新我國女子紀錄190.06公里(原175.634公里)，台灣選手邱淑容女士亦以125.688公里的佳績創下台灣馬拉松十二小時賽新紀錄(原93.383公里)。

### 2005年
今年邀請了曾經參與的兩位重要選手回來重聚，第一屆參加的華裔紐西蘭選手胡穎兒和德國選手海嘉貝克勞思，後者在前幾年接連動了重大腳部手術，展現毅力參完全程。 賽事方面日本關家良一一枝獨秀，以264.41公里奪冠，並跑出當年度世界最佳成績。台灣參賽者以警官陳進財先生的222.813公里為最佳。英國籍在香港城市大學生物化學系任教的彼得坦納(Dr. Peter Tanner)博士今年以慈善為名，號召香港跑友捐款給開發中國家眼睛疾病防治基金會(ORIS)，跑得越多，捐款也越多，一舉創下208.67公里的佳績。

### 2007年
2006年因校園新建校舍工程停辦，2007年11月24日再度舉辦東吳超級馬拉松賽，賽事的性質轉變成「冠中冠」(Champion of the champions) 只邀請當年度在其他比賽中成績優異的選手來參賽。第一位入選名人堂的跑者是2005年和2007年世界盃冠軍，且是本賽事3次冠軍跑者日本籍關家良一， 比賽結果關家良一以比在世界盃還好的成籍，274.88公里再度奪冠，該成績再次成為全世界2007年度24小時最佳成績。台灣參賽者陳順達第一次參加就以209.25公里獲第四名。女子組方面日本籍稻垣壽美惠跑出亞洲新紀錄232.92公里，邱淑容實力提升以211.37公里獲得亞軍。

### 2008年
今年賽事在世界杯24小時賽後一個多月舉行，世界杯冠軍關家良一表示將全力以赴，12月13日再度來台參加本年度賽事，以250.862公里奪下東吳超馬賽的第五度冠軍。 今年開始開始把賽事定調為慈善賽事，藉由比賽募款給需要的人。比賽結果方面日本選手29歲的井上真悟先生以241公里獲得亞軍，第一次來台參賽桑原章惠獲女子組冠軍，台灣選手則是老將再創高峰，每次都不缺席的吳勝銘首度跑出227公里的佳績，而黃衍齡則以穩健的配速跑出203公里，是國內女子超越200公里門檻的第二人。

### 2009年
世界杯冠軍關家良一先生再次衛冕成功，他已經在本賽是第五次獲得冠軍，並以263.408公里成績再度登上年度世界最佳成績。工藤真實小姐的新世界紀錄同樣也是年度世界最佳成績，男女冠軍成績同時位居全世界年度排名榜首。國內參賽者部分，以12小時賽進度幅度最大，有4名參賽者的成績突破120公里，男女混合前19名均達一百公里以上。

### 2010年
今年是東吳超級馬拉松24小時賽的第十屆，大會主題「超馬十年邁向金牌」，特舉辦十年回顧展，行政院體育委員會戴遐齡主委和國際超馬總會主席史楚馬利先生特別出席為大會貴賓，主席在記者會上說:「東吳國際賽是世界上每一個超馬跑者希望一輩子至少參加一次的賽事!」。 啟用晶片統計圈數，同時舉辦12小時賽、大專10公里賽、日僑學校師生1小時跑體驗，共有473名選手和744名志工參與。 賽事結果:有四人達到國際標準(日本關家良一，工藤真實，法國豐田樂，澳洲佛萊爾)，九人達到國家標準。雖然未達金牌賽事標準，但仍是今年世界惟二的銀牌賽事之一。 在個人成績: 24小時男、女冠軍關家良一與工藤真實成績分別是全年度世界次佳與第三，關家良一刷新12小時亞洲紀錄;另外有3人破國家分齡紀錄，6人創個人最佳成績。12小時賽方面有5人刷新國家分齡紀錄，9人創個人紀錄。

### 2011年
今年以「超越漸”動” 邁向終點的勝利」為主題，支持中華國漸凍人協會”見動支持計畫”作義賣募款活動以發揮慈善公益精神。
舉辦的競賽項目有國際24小時賽、國內12小時賽、教職工學生1小時賽、學生半程馬拉松接力賽、學生2小時貓頭鷹接力陪跑，並提供東吳校友及日僑學校師生慢跑體驗;另有音樂系、社團、宿舍學生和邀請福林社區發展協會排舞舞團共同為超馬選手加油的晚會，總計有434名選手及755名志工參與。 大會以創造國際唯一金牌賽事為目標，特邀請男子三巨頭亞洲紀錄保持者關家良一、美國超馬天王Jurek.Scott、惡水超馬賽冠軍巴西Nunes.Valmir同場較勁。 今年成績結果:24小時賽前13名選手達200公里，7人締造個人最佳成績，其中關家良一、工藤真實、Fontaine、Emmanuel等三名選手成績達國際級標準，達到國際銀牌賽事目標。 日本選手工藤真實小姐以255.303公里再度創下世界女子24小時賽紀錄。

### 2012年
第十二屆東吳國際超級馬拉松冠名「喬山盃」，於101年12月8-9日舉行，「勇敢面對自己、創造生命的不可能」為大會標語。
本屆邀請一位特別的參賽者，透過實踐家文教基金會引薦，邀請馬來西來熱愛跑步的腦性麻痺青年曾志龍參賽，他以74公里成績寫下舉世腦性麻痺患者完成24小時超級馬拉松的第一人，並於12月7日和10日分別在兩校區的「生命激勵講座」擔任講者。 24小時參賽選手—台灣鄒雙喜、澳洲馬丁佛萊爾(Martin Fryer) 、日本的關家良一(Ryoichi Sekiya)、工藤真實(Mami Kudo)、白川清子(Shirakawa Kiyoko)、稻垣壽美惠(Sumie Inagaki) 等六人，成績達到男子240公里、女子220公里以上的國際標準，為本賽事寫下「金牌賽事」榮耀新頁，創下世界唯二金牌賽事之一。

### 2013年
第十三屆以「24hr non stop」作為大會標語，宣揚超馬永不放棄，超越自我精神；並持續支持慈善公益團體，配合台北市康復之友協會對精神障礙病友職涯重建做宣導勸募活動。今年再度邀請馬來西亞腦性麻痺青年曾志龍參賽，他以89.807公里成績寫下舉世腦性麻痺患者完成24小時超級馬拉松賽的第一人，並於12月6日在雙溪校區的「超馬志工誓師大會」上分享生命歷程。24小時賽結果，日本籍原良和（Yoshikazu Hara）成績273.650公里，日本籍工藤真實（Mami Kudo）成績210.906公里，分別獲得男、女組冠軍；共計11人成績達到男子220公里、女子200公里以上的國家標準。

### 2014年
本屆為全球最後一場的24小時賽中再度達成世界唯一金牌賽事成就，由來自日本的原良和HARA, Yoshikazu（285.366公里）、義大利的伊凡‧庫丁CUDIN, Ivan（255.499公里）、德國的佛羅里安‧羅伊斯REUS, Florian（253.899公里）、関家良一SEKIYA, Ryoichi（241.099公里）、工藤真実Mami Kudo（222.431公里）共同締造。原良和同時打破由希臘選手柯羅斯在2002年締造的田徑場地最佳紀錄284.070公里，並刷新關家良一創造的亞洲紀錄274.88公里（2007）。今年大會主題「打不倒的勇者 為紀念曼德拉而跑」，納爾遜•曼德拉博士為南非人權鬥士，一生為理想而奮鬥，1993年來台本校頒授「東吳大學榮譽法學博士」，去年12月5日辭世後，本校感念當年與博士結緣的初衷及其偉大情懷，特舉辦「67分鐘體驗賽」及「67隊670人5小時接力賽」，一同向曼德拉博士致敬。馬來西亞腦性麻痺青年曾志龍再度受邀參賽，在信義育幼院師生24小時熱情加油下跑出74.78公里，並再次於12月3日的「超馬志工誓師大會」激勵學生珍愛生命。今年24小時賽結果，男子組日本籍原良和（Yoshikazu Hara）蟬聯冠軍，女子組日本籍工藤真實（Mami Kudo）連續五年后座。

## 外部連結
- 賽事心得／東吳24H超級馬拉松 圓夢的最後一塊拼圖

- 東吳國際超級馬拉松官方網站 （页面存档备份，存于）（繁體中文）（英文）